# 石坂アツシ
石坂 アツシ（いしざか アツシ、1962年2月8日 - ）は、日本の映像作家、映画監督。
2020年に映像制作会社ワン・ポイント・シックスを設立した。

## 略歴
新潟県出身。
中央大学卒業後、カシオ計算機に入社。その後TBSサービスで企業ビデオのプロデューサー、FM番組のディレクター、マルチメディアコンテンツのディレクターなどの職務を行い、CG制作会社のザックス・エンターテイメントの取締役に就任。
会社員時代にはビデオ、ゲーム、DVDなど多岐に渡る企画・プロデュース・演出を手がける。代表作として、TBSのCD-ROM『高校教師』のディレクションとオーサリング、国内初のMacintosh専門誌『MACLIFE』のビジュアル版『Video MACLIFE』のプロデュース、CD-ROM『秘密の動物誌』プロデュース、3Dゲーム『世界ふしぎ発見!トロイア』ディレクション、DVDゲーム『アッコにおまかせ!Q-BOX』ディレクション、PS2ゲーム『仮面ライダー 正義の系譜』脚本、作曲、などがある。
フリーランスになってからはビデオ編集ソフトに関するテクニカル書籍を多数執筆し、2009年からは肩書きを「映像作家」一本に絞って自主制作映画にも着手を始め、同年「週刊ヤングジャンプ30周年CMコンテスト」でグランプリを受賞した。
2012年制作の『春杣人（ハルソマビト）』が、ショートショートフィルムフェスティバル&アジアと米Taos Shortz Film Fesで正式上映され、その後、2012年制作/2019年再編集の『ふるべ』が米サンフランシスコのアナザー・ホール・イン・ザ・ヘッド・フィルムフェスティバルでベストファンタジーショートフィルムを受賞し、2019年制作の『おるすばん』が滋賀国際映画祭でグランプリを受賞するなど多くの賞を受賞している。
2020年より初の長編映画『石岡タロー』の制作を開始し、同年、合同会社ワン・ポイント・シックスを設立して代表社員に就任する。
初長編映画『石岡タロー』は昭和に実在した一匹の犬の物語で、2023年10月より物語の舞台である茨城県の、シネマサンシャイン土浦、イオンシネマ守谷、ユナイテッド・シネマ水戸、などで先行公開される。シネマサンシャイン土浦で3か月、シネプレックスつくばで4か月というロングランとなり、トータル動員数は1万人を超えた。同時に海外の映画祭ではインド、オランダ、ポルトガル、韓国、など10か国で上映され、「最優秀長編映画賞」を6冠、「最優秀脚本賞」1冠を受賞している。

## マルチメディア・コンテンツ
- 国内初のMacintosh専門誌『MACLIFE』のビジュアル版『Video MACLIFE』プロデュース
- CD-ROM『高校教師』ディレクション
- CD-ROM『誰にも言えない』ディレクション
- CD-ROM『人間・失格』ディレクション
- CD-ROM『秘密の動物誌』企画・プロデュース
- 3Dゲーム『世界ふしぎ発見!トロイア』ディレクション
- DVDゲーム『アッコにおまかせ!Q-BOX』ディレクション
- PS2ゲーム『仮面ライダー 正義の系譜』脚本・録音監督・音楽制作・オープニング編集

## 著書
- 『鋼の翼：MAYA+After Effects 実践』　成瀬友博との共著（マイナビ出版）ISBN 4839917582
- 『After Effects標準エフェクト全解』 大河原 浩一、笠原 淳子との共著 （BNN）ISBN 4802511086
- 『After Effects 空間演出技法』（ラトルズ）ISBN 4899774664
- 『プロに学ぶPremiere Proカット編集テクニック』（MdN）ISBN 4844367323
- 『AfterEffectsプロとして知っておきたい効率&品質アップテクニック!』（BNN）ISBN 4802510268
- 『Premiere Pro プロが教える知っておくべき効率&品質アップテクニック!』（BNN）ISBN 4802510462
- 『Final Cut Pro X + Motion 5 Standard Techniques』（BNN）ISBN 4861008131
- 『Motion 5ガイドブック』（BNN）ISBN 4861009189
- 『AfterEffectsモーショングラフィックスパーフェクトガイド』　山下大輔との共著（ラトルズ）ISBN 4899775113

## コンテスト
- 『週刊ヤングジャンプ30周年CMコンテスト』グランプリ受賞

## ショートフィルム
- 骨董夜話（2011：監督、脚本、編集、音楽）
- スリープジャンパー（2012：監督、脚本、編集）
- 春杣人（2013：監督、脚本、編集：ショートショートフィルムフェスティバル~旅ショート~正式上映、タオス国際映画祭正式上映）
- 空とジオラマ（2015年：監督、脚本、編集）
- ふるべ（2012年制作／2019年再編集：監督、脚本、編集：米ニューヨークシティ国際映画祭正式上映、山形国際映画祭山形市長賞、Another Holl in the Head Film Festベストファンタジーショートフィルム）
- おるすばん（2019：監督、脚本、編集：滋賀国際映画祭グランプリ）

## 長編映画
石岡タロー（2023：監督、脚本、編集：下記は受賞歴）
- インド・インディペンデント映画祭（インド）[10]　　最優秀外国語長編映画賞
- ローマ・インディーズ映画祭（イタリア）[11]　　　　最優秀インディーズ長編映画賞
- インディーズ映画スパーク映画祭（オランダ）[12]　　最優秀長編映画賞
- シンビオティック映画祭（ウクライナ）　　　　　正式上映
- ザ・チョイス国際映画祭（インド）[13]　　　　　　　最優秀長編映画賞
- リスボン・インディーズ映画祭（ポルトガル）　　正式上映
- アイコニック・イメージズ映画祭（リトアニア）　正式上映
- アポロニア・インターナショナルビレッジ映画祭（韓国）　正式上映
- アナトリア国際映画祭（トルコ）　　　　　　　　正式上映
- ベティア国際映画祭（インド）[14]　　　　　　　　　最優秀長編映画賞
- ベストインディーフィルムアワード（全世界）[15]　　最優秀アジア映画
- マドリッド国際映画フェス（スペイン）[16]　　　　　最優秀脚本賞